# Euripus avara
Euripus avara är en fjärilsart som beskrevs av Hans Fruhstorfer 1914. Euripus avara ingår i släktet Euripus och familjen praktfjärilar. Inga underarter finns listade i Catalogue of Life.